# إم إس هارموني أوف ذا سيز
إم إس هارموني اوف ذا سي (بالإنجليزية: MS Harmony of the Seas)‏ هي سفينة سياحية فاخرة، تعتبر من أكبر السفن السياحية في العالم.

## معرض الصور

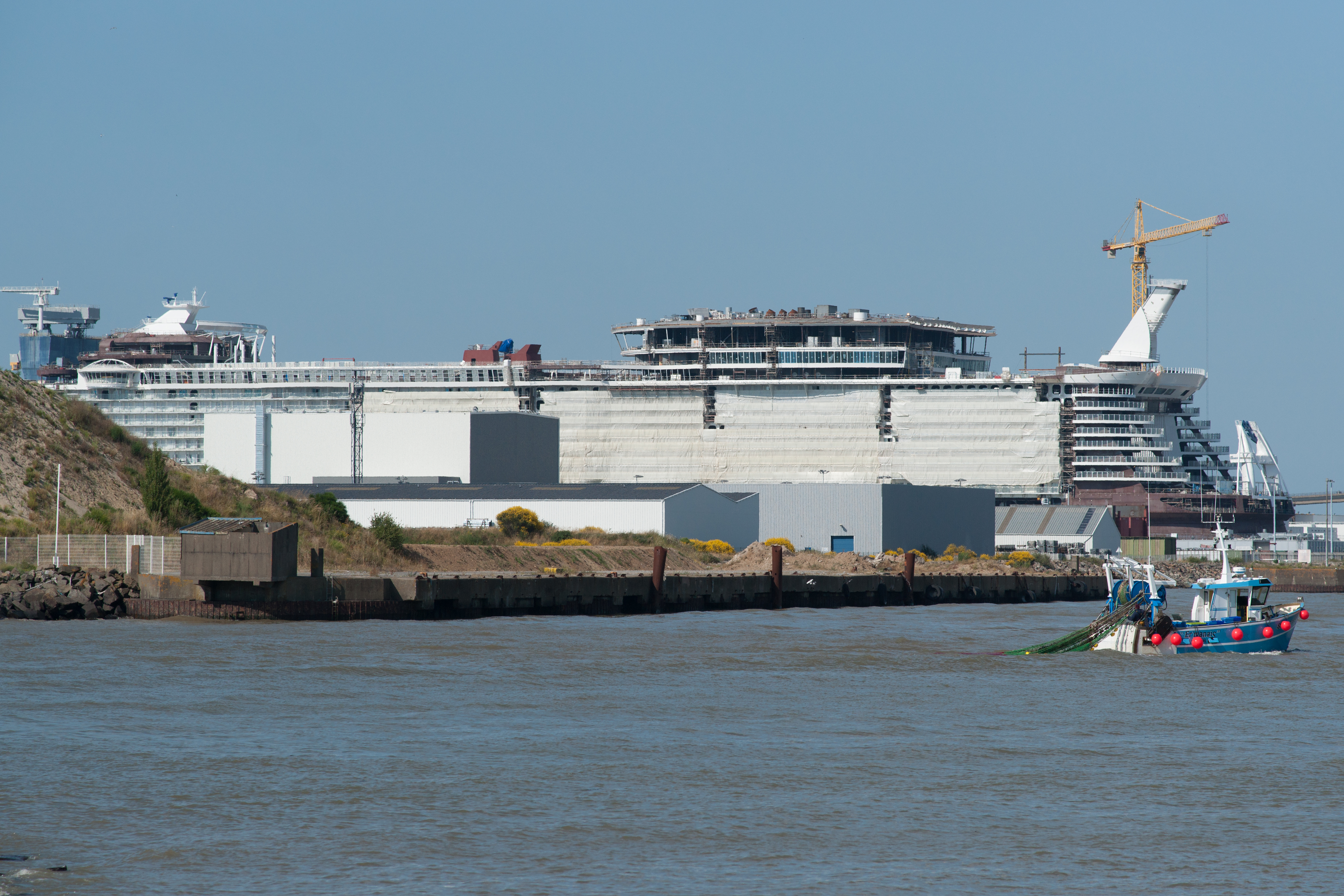
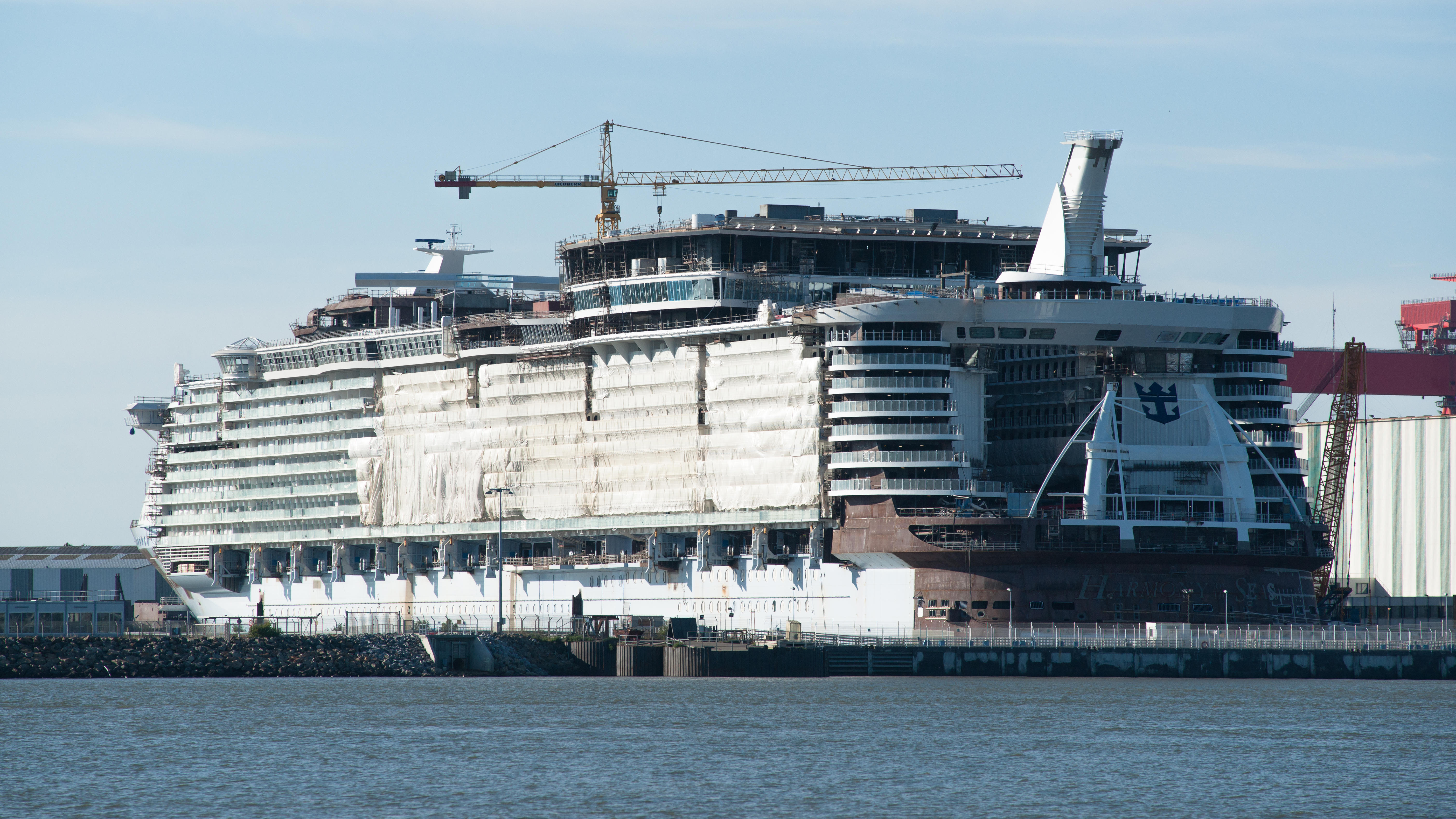